# Герхард I фон Шьонекен
Герхард I фон Шьонекен (на немски: Gerhard I von Schönecken; † 1317) е граф на Шьонекен в Западен Айфел, Рейнланд-Пфалц.

## Биография
Той е син на Хайнрих фон Шьонекен, господар на Шьонекен († сл. 1296), основател на линията фон Шьонекен, и първата му съпруга Юта фон Бланкенхайм († сл. 1284), дъщеря на Фридрих I фон Бланкенхайм († сл. 1275) и Мехтилд фон Близкастел († сл. 1258). Внук е на граф Фридрих фон Вианден († 1247) и Елизабет фон Салм († пр. 1263), дъщеря на граф Хайнрих III фон Салм († 1228) и Маргарета де Бар-Мусон († сл. 1259), дъщеря на граф Теобалд I де Бар.
Баща му се жени втори път пр. 8 октомври 1291 г. за Беатрикс де Хуфалице († сл. 1293). Брат е на неженените Хайнрих († 1342) и на Алайдис фон Шьонекен († сл. 1291).
През 1264 г. баща му Хайнрих фон Вианден взема замък Шьонекен за резиденция и се нарича „господар фон Шьонекен“.
През 1288 г. Герхард фон Шьонекен убива в конфликт двама монаха от Прюм.
През 1370 г. с Йохан господарите фон Шьонек измират по мъжка линия. През 1384 г. Шьонекен отива на Курфюрство Трир. Замъкът става жилище на курфюрстите.

## Фамилия
Герхард I се жени ок. 1289 г. за графиня Мехтилд фон Насау († пр. 29 октомври 1319), дъщеря на граф Ото I фон Насау († 1290) и Агнес фон Лайнинген († 1299/1303). Те имат четири деца:
- Агнес фон Шьонекен († сл. 31 юли 1344), омъжена пр. 5 април 1309 г. за вилдграф Фридрих I фон Кирбург († сл. 19 юни 1365)
- Маргарета фон Шьонекен († 1361), омъжена за граф Зигфрид III фон Витгенщайн († сл. 1 февруари 1359)
- Хайнрих фон Шьонекен († 1315), женен за Гертруда фон Меренберг († сл. 1317); има трима сина
- Лиза фон Шьонекен († сл. 1367), омъжена I. за Колин Бонифациус († 1 януари – 3 юли 1332), II. пр. 24 ноември 1332 г. за Йохан фон Узелдинген († 23 юли 1348 – 10 август 1349), III. пр. 10 или 16 август 1349 г. за Хайнрих фон Малберг († сл. 1363)